# Lázaro Cárdenas, Hidalgo (Michoacán de Ocampo)
Lázaro Cárdenas är en ort i Mexiko.   Den ligger i kommunen Hidalgo och delstaten Michoacán de Ocampo, i den södra delen av landet, 160 km väster om huvudstaden Mexico City. Lázaro Cárdenas ligger 2 130 meter över havet och antalet invånare är 250.
Terrängen runt Lázaro Cárdenas är huvudsakligen kuperad. Lázaro Cárdenas ligger nere i en dal. Runt Lázaro Cárdenas är det ganska tätbefolkat, med 90 invånare per kvadratkilometer. Närmaste större samhälle är Ciudad Hidalgo, 10,1 km öster om Lázaro Cárdenas. I omgivningarna runt Lázaro Cárdenas växer huvudsakligen savannskog.